# Lobelia roughii
Lobelia roughii är en klockväxtart som beskrevs av Joseph Dalton Hooker. Lobelia roughii ingår i släktet lobelior, och familjen klockväxter. Inga underarter finns listade i Catalogue of Life.